# Agromyza flaviceps
Agromyza flaviceps este o specie de muște din genul Agromyza, familia Agromyzidae, descrisă de Fallen în anul 1823.
Este endemică în Sweden. Conform Catalogue of Life specia Agromyza flaviceps nu are subspecii cunoscute.